# Cymbidiella pardalina
Cymbidiella pardalina (Rchb.f.) Garay, 1976 è una pianta della famiglia delle Orchidacee, endemica del Madagascar.
L'epiteto specifico viene dal latino pardalis (= leopardo) e si riferisce alla caratteristica maculatura del fiore.

## Descrizione
È un'orchidea epifita con fusto a sviluppo simpodiale, dotata di pseudobulbi oblungo-conici, lunghi 7–12 cm.
 
Le foglie, da 5 a 10 per ogni pseudobulbo, sono di colore verde scuro, leggermente ricurve, lunghe 60–100 cm e larghe circa 2 cm.

Gli steli fiorali, lunghi sino a 100 cm, reggono una infiorescenza che può raggruppare sino a 20 fiori, con sepali di colore verde chiaro, lanceolati, e petali oblovati, di colore verde più scuro, con vistose maculature nero-violacee. Il labello è trilobato, lungo circa 3 cm, con lobo centrale di colore dal giallo crema al verde e lobi laterali di colore rosso carminio, maculati di nero-violaceo. Il gimnostemio è arcuato e contiene 4 pollinii, uniti ad un ampio retinacolo.

## Distribuzione e habitat
La specie cresce nelle foreste pluviali del Madagascar orientale. È un'orchidea epifita altamente specializzata, che in natura vive in simbiosi con la felce Platycerium madagascariense, una pianta mirmecofila che a sua volta vegeta esclusivamente su Albizia gummifera, un albero della famiglia delle Fabaceae.